# 珀麗灣臨海廣場

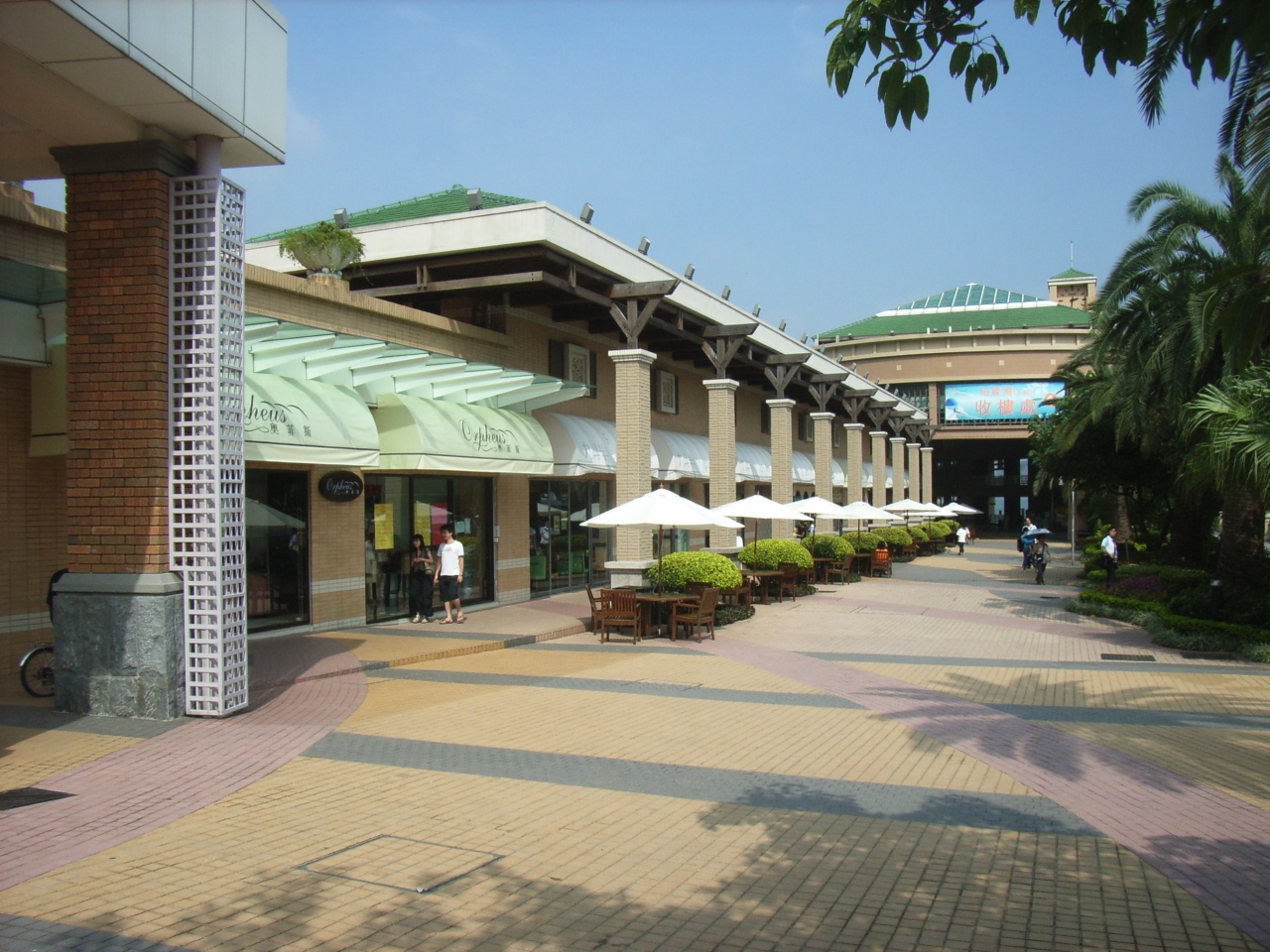
珀麗灣碼頭附近的沿海商舖

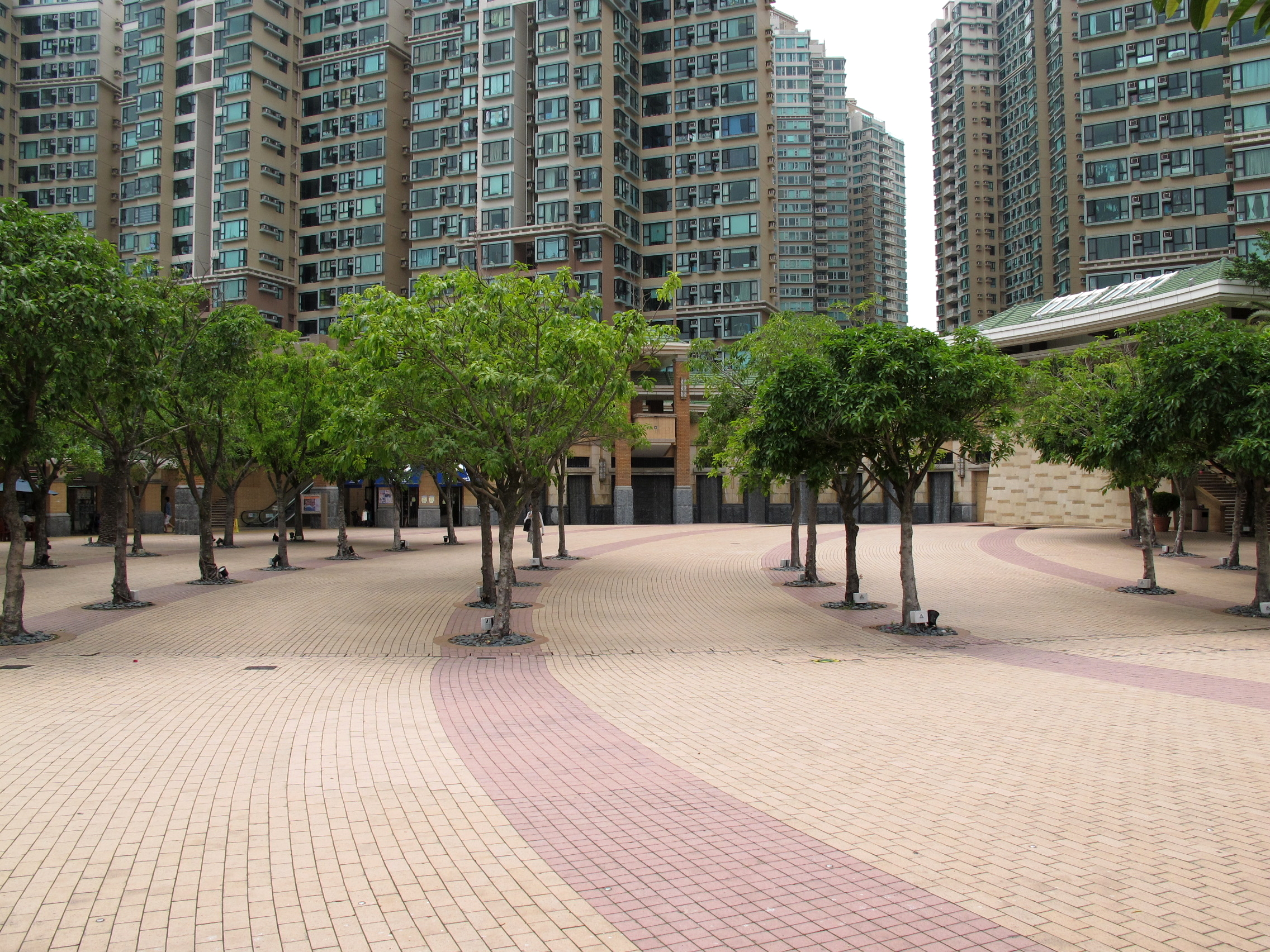
珀麗灣貝殼廣場

珀麗灣臨海廣場（英語：Park Island - Beach Commecial Complex）是一個由新鴻基地產發展，位於香港荃灣區馬灣珀麗灣東灣海灘旁的3層高小型商場，當中只有2層設有商舖。商場於珀麗灣碼頭附近沿海亦設有商舖，連同珀麗灣臨海廣場主樓，購物商舖總面積約85,000平方呎。

## 設施
- 食肆
  - Cafe Roma （页面存档备份，存于）
  - Oma’s Kitchen
  - 桃源麵館
  - 又一間餐室
  - 認真棧
  - Little Mario’s Pizzeria
  - Little Seoul
  - Goobne Chicken（已結業）
  - 九斗半（已結業）
  - 奧菲斯（已結業）
- 超級市場
  - Fusion by PARKnSHOP
- 個人護理店
  - 萬寧
- 麵包西餅店
  - 東海堂（已於2006年結業）
- 攝影店
  - 快圖美（已於2006年結業）
- 乾濕洗衣店
- 美容店
- 地產代理

## 交通
- 巴士：
  - 珀麗灣客運：
    - NR330，NR332，NR334，NR338

  - 陽光巴士：
    - NR331、NR331S
- 渡輪：
  - 往中環 2 號碼頭，荃灣碼頭

## 外部連結
- 珀麗灣 （页面存档备份，存于）